# Conualevia alba
Conualevia alba är en snäckart som beskrevs av Albert Walker Collier och Farmer 1964. Conualevia alba ingår i släktet Conualevia och familjen Conualeviidae. Inga underarter finns listade i Catalogue of Life.